# Liona Poon
Liona Poon es una obstetra y ginecóloga interesada en la investigación clínica dedicada a mejorar la salud de mujeres y niños. En la actualidad, Poon es presidenta del Departamento de Obstetricia y Ginecología de la Universidad China de Hong Kong y profesora invitada en el Departamento de Salud de la Mujer y el Niño del King's College de Londres.

## Biografía
Poon estudió educación primaria en la Holy Family Canossian School y en la St Francis of Assisi's Caritas School y  educación secundaria en el St Mary's Canossian College en 1991. A los 14 años, Poon decidió firmemente que seguiría una carrera como doctora y ese mismo año dejó Hong Kong para estudiar en el Reino Unido. Asistió a la Abbots Bromley School, en Staffordshire, Reino Unido, para realizar sus exámenes de secundaria advanced level. Recibió su licenciatura en Medicina y Cirugía en la Guy's King's and St Thomas' School of Medicine de la Universidad de Londres en 2002, con distinción en Módulos de Estudio Especiales.
La primera vez que formó parte de una investigación fue en el ensayo de progesterona de Nicolaides para la prevención del parto prematuro, y poco después comenzó su propio proyecto de posgrado sobre predicción de la preeclampsia en el primer trimestre del embarazo. En 2011, un año después de aprobar el examen necesario para formar parte del Real Colegio de Obstetras y Ginecólogos, Poon se graduó con un título de doctora en medicina gracias a sus investigaciones y en la Escuela de Medicina Guy's King's y St Thomas, bajo la supervisión de Nicolaides.
En los últimos 20 años ha centrado su investigación en establecer un programa para la predicción temprana y efectiva de la preeclampsia.
Poon fue la primera investigadora en desarrollar un modelo de predicción del primer trimestre eficaz basado en una combinación de factores de la persona embarazada, su presión arterial, resultado de la ecografía Doppler de la arteria uterina, proteína plasmática A asociada con el embarazo y factor de crecimiento de la placenta para la preeclampsia de aparición temprana, logrando una tasa de detección del 90%, con una tasa de falsos positivos del 5%. En colaboración con el equipo de la Fetal Medicine Foundation, el modelo de predicción del primer trimestre ha evolucionado desde un modelo de regresión logística múltiple a un nuevo modelo basado en el teorema de Bayes que incorpora un modelo de tiempo de supervivencia de la edad gestacional en el momento del parto con preeclampsia. La ventaja de utilizar el método basado en el teorema de Bayes es que cuando las investigaciones futuras identifiquen nuevos biomarcadores efectivos, podrán incorporarse al modelo fácilmente dentro del paradigma de Bayes.
Además, el trabajo de Poon en el área de la preeclampsia ha conducido a un ensayo controlado aleatorio doble ciego de aspirina en dosis bajas en embarazos identificados como de alto riesgo de preeclampsia tras su detección en el primer trimestre (ensayo ASPRE). Este estudio recibió una importante subvención del Séptimo Programa Marco de la Unión Europea y Poon fue la investigadora principal del proyecto. El ensayo demostró que el uso de la aspirina en dosis bajas entre las semanas 11 y 14 de gestación redujo la tasa de preeclampsia prematura durante el parto antes de las 37 semanas de gestación en un 62%. Este trabajo ha sido publicado en el New England Journal of Medicine.
Poon regresó a Hong Kong en 2016 y fue designada profesora asociada por la Universidad China de Hong Kong en el Departamento de Obstetricia y Ginecología ese mismo año. En 2018, Poon fue ascendida a profesora (clínica). En 2020, Poon fue nombrada fideicomisaria de la Sociedad Internacional de Ultrasonido en Obstetricia y Ginecología.
En agosto de 2022, Poon fue nombrada presidenta del Departamento de Obstetricia y Ginecología de la Universidad China de Hong Kong. Ese mismo año obtuvo la licenciatura en Obstetricia y Ginecología del FHKCOG y FHKAM.